# Jüdischer Friedhof (Embken)

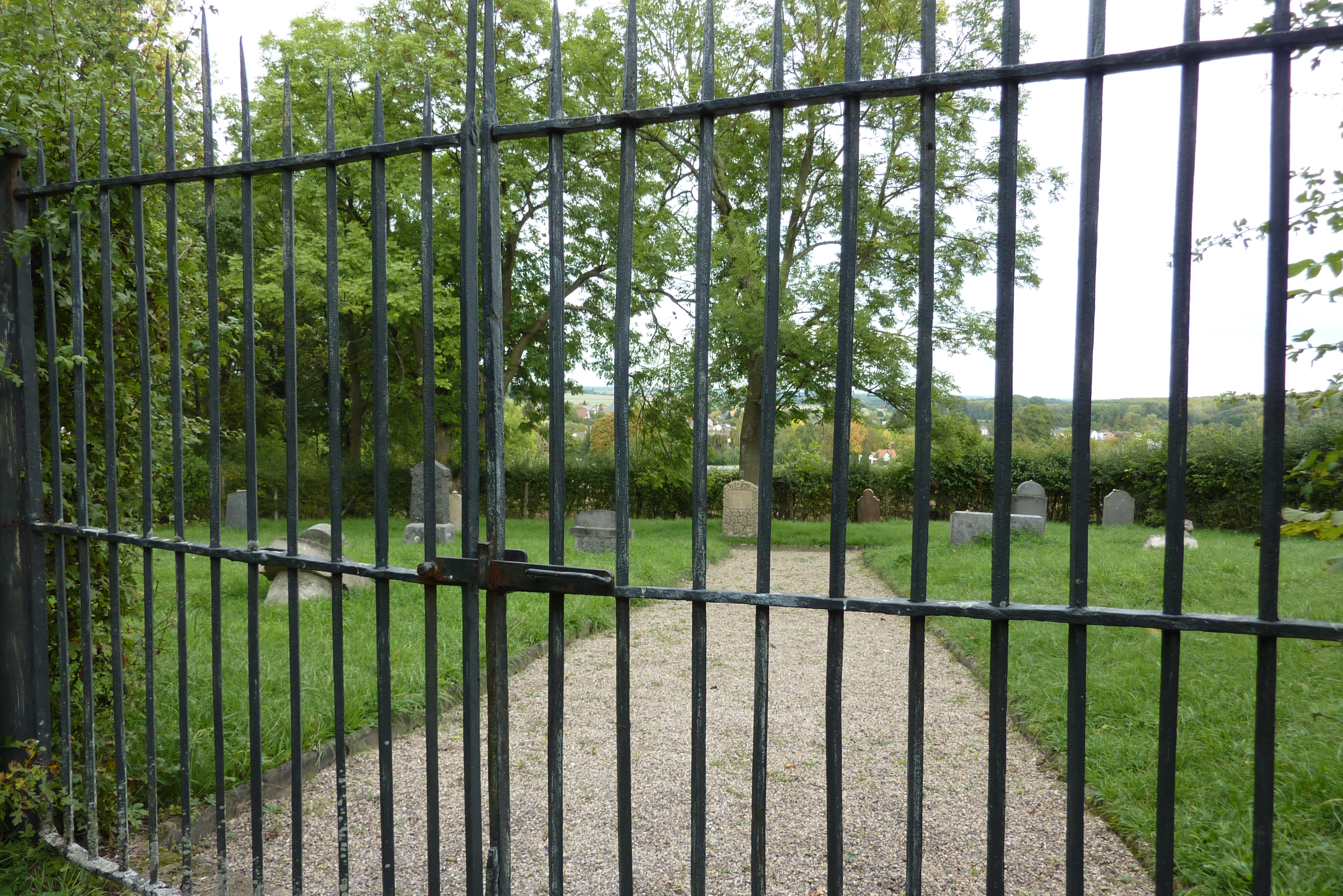
Eingang zum jüdischen Friedhof in Embken

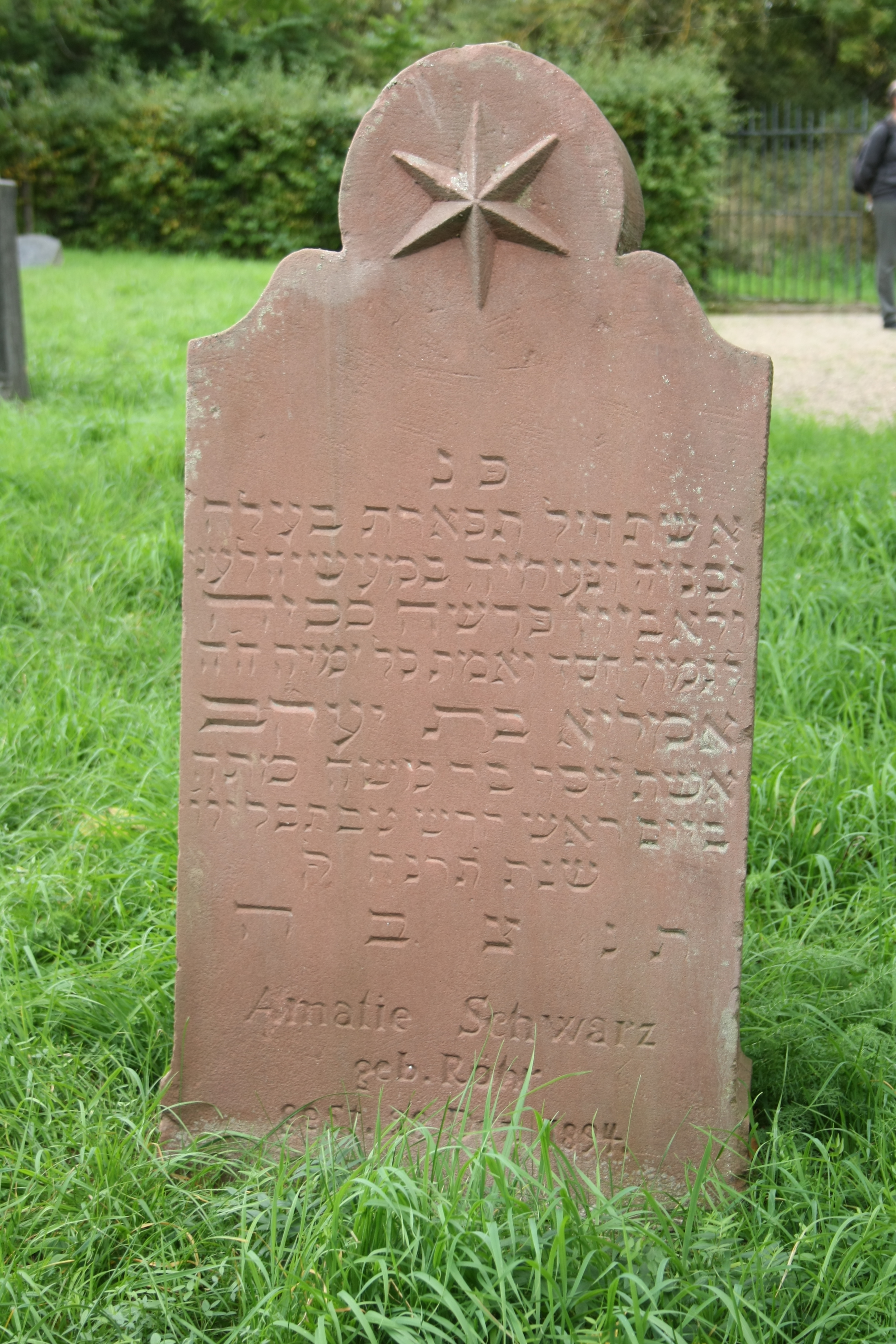
Grabstein der Amalie Schwarz geb. Rohr

Der Jüdische Friedhof Embken ist ein jüdischer Friedhof in Embken, einem Stadtteil von Nideggen im Kreis Düren in Nordrhein-Westfalen. Der Friedhof liegt am Mühlenberg oberhalb des Neffelbaches in der Nähe von Nicks Mühle.

## Geschichte
Der Friedhof war der Bestattungsort der jüdischen Gemeinden von Embken und Berg. Der wohl in den 1880er Jahren angelegte Friedhof ist seit 1991 ein geschütztes Kulturdenkmal. 26 Grabstellen sind heute noch erkennbar und mehr als zwölf Grabsteine (Mazewot) bzw. Grabsteinfragmente sind vorhanden. 1956 wurde der Begräbnisplatz zum ersten Mal instand gesetzt. Die Jugendfeuerwehr Embken-Muldenau renovierte den Friedhof, der dann im November 2010 wiedereröffnet wurde. Im Rahmen einer Patenschaft pflegte die Jugendfeuerwehr auch 2011 den Friedhof.

## Schändungen
Der Friedhof wurde in der Zeit des Nationalsozialismus völlig verwüstet. 1985, 1987 und 1988 wurde der Friedhof mehrmals geschändet, es wurden alle Grabsteine umgeworfen, einige zerschlagen und ein Grabstein wurde gestohlen.